# Gtranslator
gtranslator вдосконалений редактор gettext po-файлів для робочого середовища GNOME. Він підтримує усі форми gettext po-файлів на кшталт скомпільованих gettext po-файлів (файли gmo/mo), стиснуті po-файли (po.gz/po.bz2 тощо) та має багато корисних можливостей, необхідних при щоденному використанні, таких як пошук/заміна, автоматичний переклад, навчання, таблиця фраз, легка навігація та редагування фраз перекладу та коментарів.